# Lamparero
Se llama lamparero, lampista o linternero al operario que instala y repara instalaciones de alumbrado, o también al que fabrica o vende lámparas. Concretamente en el siglo XIX estaban especializados en las instalaciones de gas de alumbrado. El mismo nombre se ha dado posteriormente al empleado subalterno que cuida y custodia las lámparas y faroles en las estaciones de ferrocarril.
También la palabra lampista es sinónimo de hojalatero. 

## Etimología
Tomado modernamente del fr. lampiste